# 임지혜 (미스코리아)
임지혜(1992년 1월 1일 ~ )는 대한민국의 2012년 미스코리아 충북 선(善)이다.

## 프로필
- 출생: 1992년 1월 1일
- 신체: 173cm, 56.1kg, 36-23-36
- 학력: 국제대학교 모델학과
- 수상: 2012년 미스코리아 충북 선(善)
- 취미: 스포츠 댄스, 워킹 연구
- 특기: 요리, 기타연주